# Giebe Algoet
Giebe Algoet (30 maart 1998) is een Belgische atleet, die gespecialiseerd is in het hoogspringen. 

## Biografie
Algoet is een hoogspringer die reeds bij de jeugd al meerdere titels op nationaal niveau behaalde. Bij de senioren behaalde hij al meerdere zilveren medailles. Hij is student geneeskunde aan de KU Leuven.
Algoet is aangesloten bij Hermes Club Oostende (HCO).

## Persoonlijke records
Outdoor
| Onderdeel    | Prestatie | Datum            | Plaats    |
| ------------ | --------- | ---------------- | --------- |
| hoogspringen | 2,16 m    | 14 augustus 2021 | Huizingen |

Indoor
| Onderdeel    | Prestatie | Datum            | Plaats |
| ------------ | --------- | ---------------- | ------ |
| hoogspringen | 2,10 m    | 10 februari 2018 | Gent   |

## Palmares

### Hoogspringen
- 2018:  BK AC – 2,07 m
- 2022:  BK indoor AC – 2,13 m
- 2023:  BK AC – 2,15 m
- 2024:  BK indoor AC – 2,07 m

### Verspringen
- 2023:  BK AC – 7,21 m